# Чорку
Чорку́ (тадж. Чоркуҳ) — кишлак в Согдійському вілояті Таджикистану, центр Чоркуського джамоату Ісфаринської нохії. Кишлак є одним з найбільших сіл у країні.
Кишлак розташований у підніжжі гір Байтак та Сарсеїт, на річці Ісфара, в одній з її долин. Поселення розташоване на висоті 750 м.
Через кишлак проходить дорога Ісфара-Ворух. Тут знаходиться і міст через Ісфару, який використовується і Киргизстаном, так як територія джамоату утворює вузьку смугу, яка глибоко врізається в територію цієї країни.
| Таджикистан | Це незавершена стаття з географії Таджикистану. Ви можете допомогти проєкту, виправивши або дописавши її. |